# ABF-huset

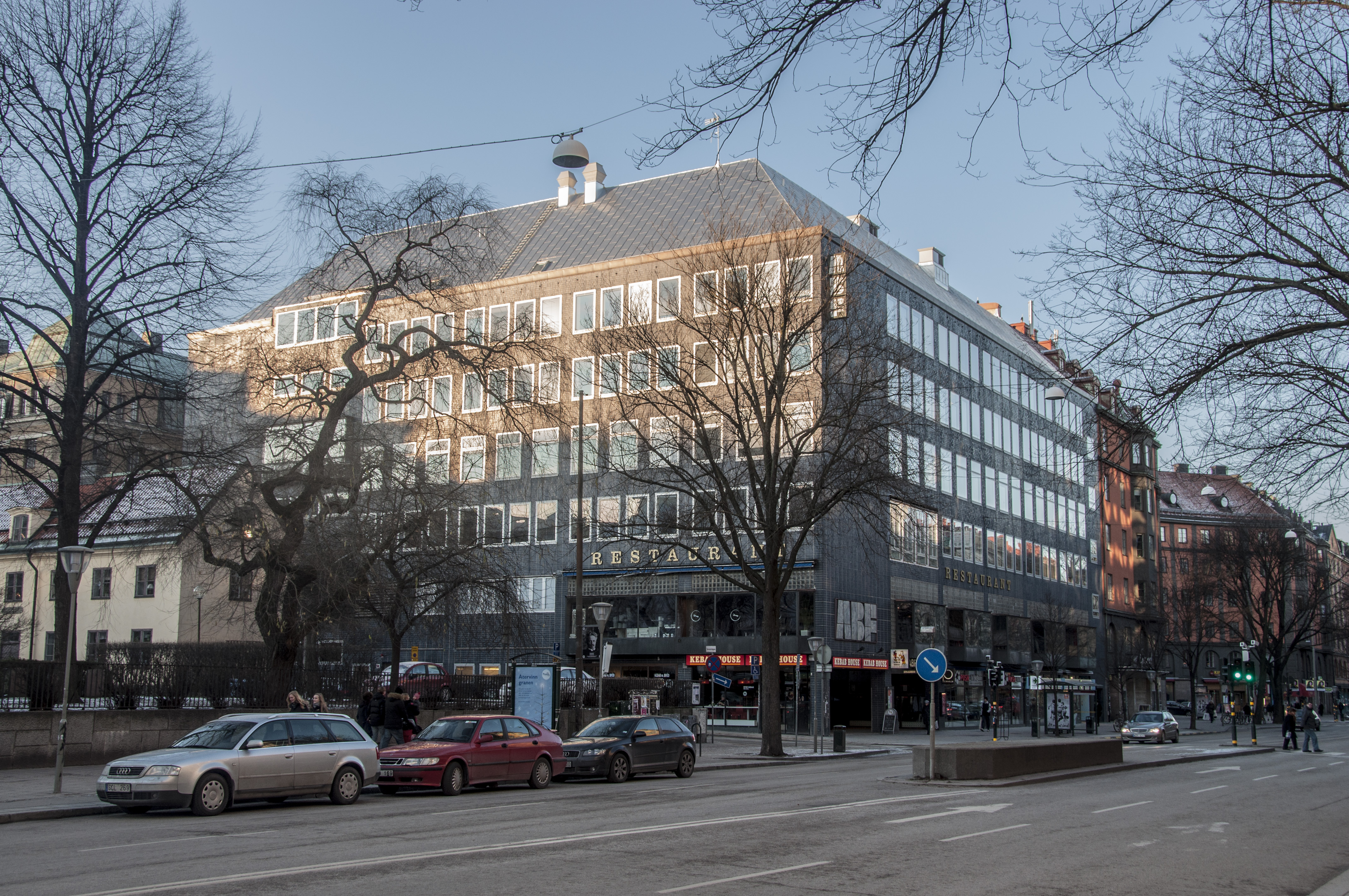
ABF-huset sett från Sveavägen

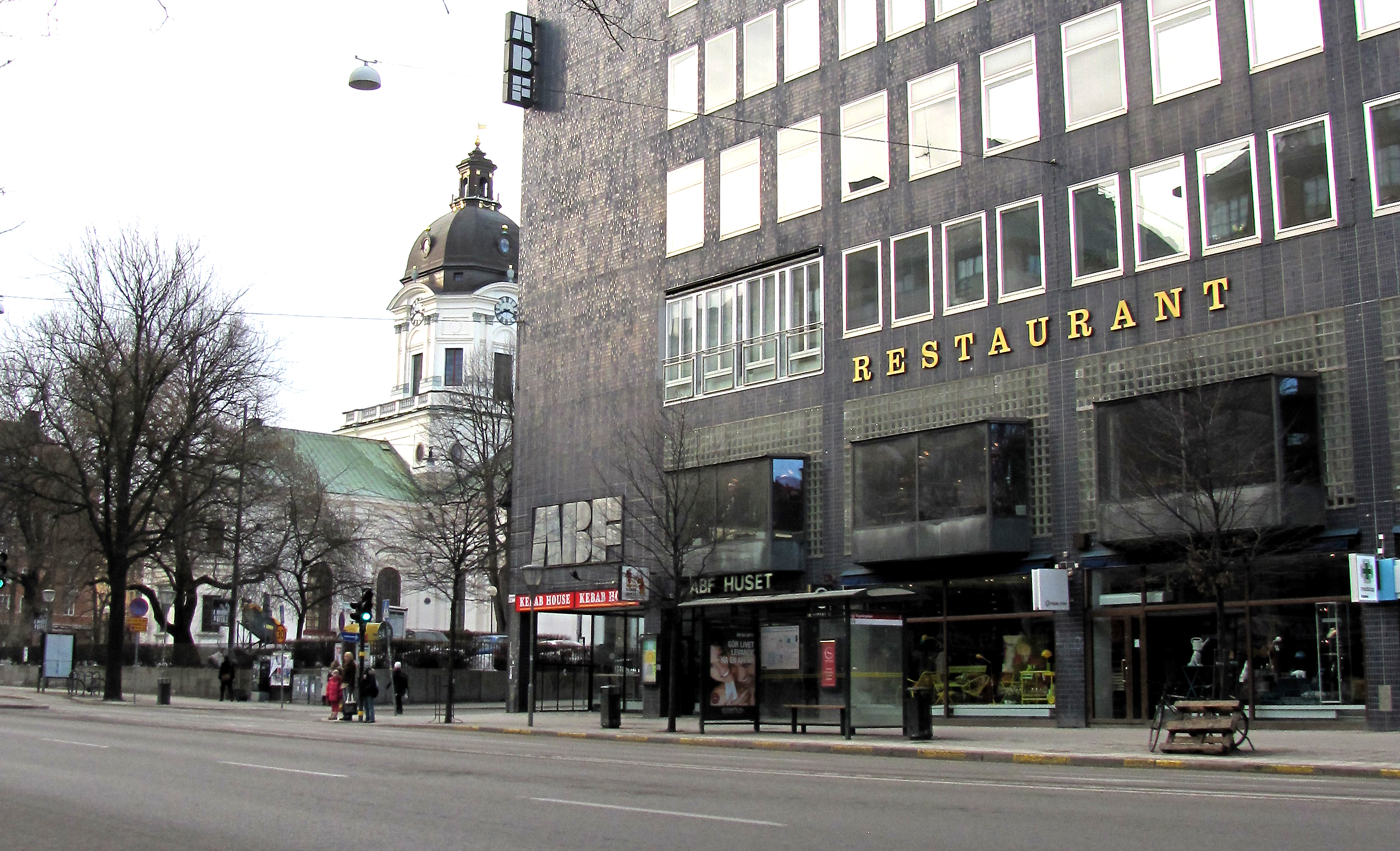
Entrén

ABF-huset är en byggnad på Sveavägen 41 på Norrmalm i centrala Stockholm ritad av arkitekt Helge Zimdal och invigd 1961. Huset uppfördes för Arbetarnas bildningsförbund, som fortfarande använder huset. Genom sin karaktäristiska blå kakelfasad skiljer sig huset från den övriga bebyggelsen längs Sveavägen som domineras av putsade fasader.

## Verksamhet i huset
I huset bedrivs studieverksamhet i form av studiecirklar, kurser och föreläsningar.  På andra våningen huserar ABF Stockholms kontor och expedition, på tredje våningen ligger Birkagårdens folkhögskola och på fjärde våningen ABF Komvux Stockholm.

## Byggnaden
Byggnaden uppfördes 1958–1961 för ABF efter ritningar av Helge Zimdal. Byggnaden har en komplicerad inre struktur med butiker och restauranger i bottenplan, och stora hörsalar på första våningen. Fasaden är försedd med blåa, lätt skimrande underhållsfria kakelplattor.

## Omgivningarna
Området omkring ABF-huset innehåller ett flertal institutioner med anknytning till arbetarrörelsen, snett emot på andra sidan Sveavägen ligger socialdemokraternas partihögkvarter och några kvarter bort kring Norra Bantorget finns högkvarteren för ett flertal fackförbund, bland annat LO och flera av dess medlemsförbund som Metall. I grannkvarteret ligger Adolf Fredriks kyrkogård där bland annat Hjalmar Branting och Olof Palme är begravda. I grannhuset ligger också biografen Grand där Palme tillbringade sina sista timmar innan mordet.

## Övrigt
I bottenvåningen fanns från början den kända jazzklubben Gyllene Cirkeln som ägdes av KF, där artister som Pink Floyd och Monica Zetterlund har uppträtt. 